# Glory hole

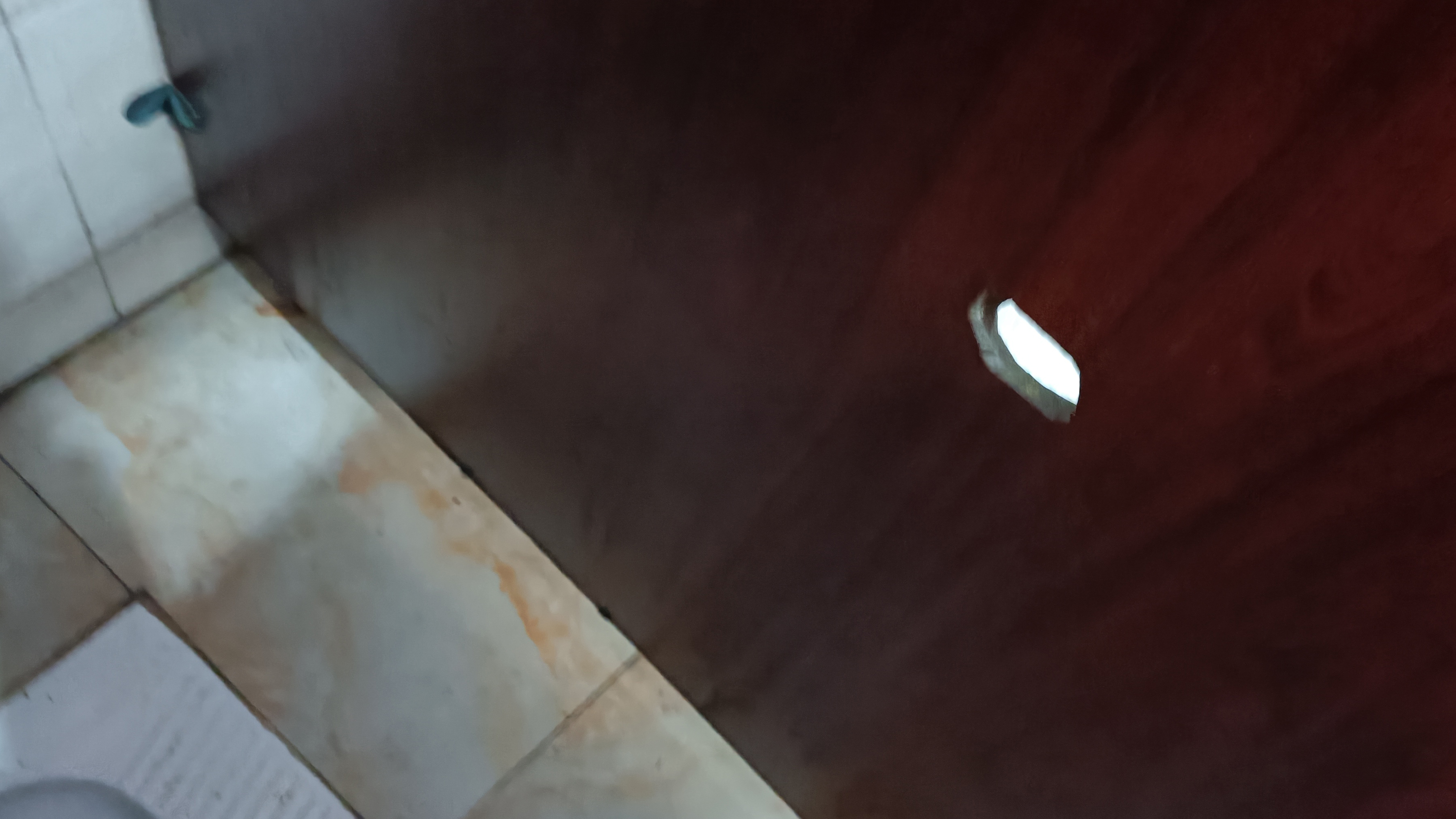
Gloryhole w toalecie publicznej, w ściance pomiędzy kabinami

Glory hole (ang. pot. graciarnia, składzik) - otwór służący do podejmowania anonimowej aktywności seksualnej i kojarzony głównie z homoseksualnymi mężczyznami uprawiającymi seks oralny. Ma zazwyczaj około 15-17 cm średnicy i jest wycięty na wysokości penisa między sąsiadującymi pomieszczeniami przez ścianę na wylot.
Dzięki zastosowaniu gloryhole partnerzy seksualni osiągają anonimowość, ponieważ mają ograniczony kontakt fizyczny i wzrokowy. Znajdują się one zazwyczaj w miejscach zaprojektowanych z myślą o kontaktach seksualnych mężczyzn z innymi mężczyznami, na przykład w tzw. gejowskich saunach, kinach dla dorosłych czy klubach nocnych; niekiedy również w publicznych toaletach, pomiędzy kabinami. Podczas korzystania z tego typu rozwiązania ryzyko zachorowania na choroby przenoszone drogą płciową oraz zakażenia wirusem HIV jest stosunkowo wysokie, jednak anonimowa aktywność seksualna wciąż jest dość powszechną praktyką wśród mężczyzn mających kontakty seksualne z innymi mężczyznami.